# Floret (esgrima)

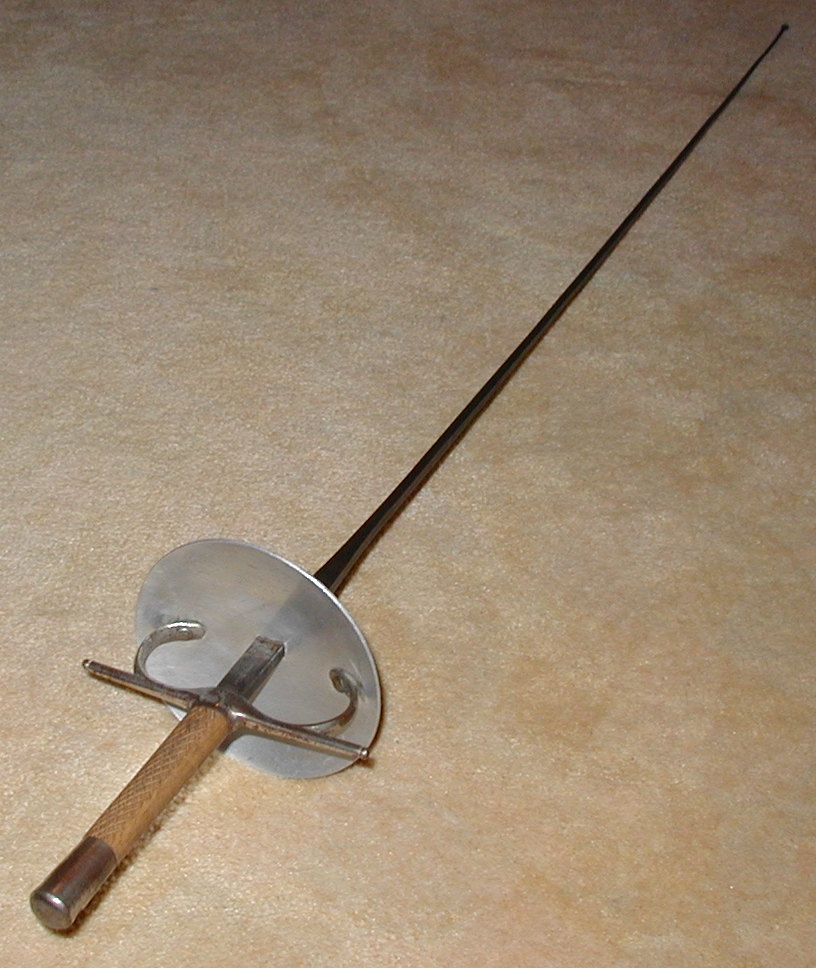
Una làmina equipada amb una empunyadura italiana. L'empunyadura italiana encara s'utilitza com a arma d'ensenyament inicial a Itàlia i molts altres països que segueixen la tradició pedagògica italiana. Si bé encara s'usa amb molts jugadors clàssics, la majoria dels esportistes de competició han abandonat l'empunyadura italiana a favor de les variacions de l'empunyadura de la pistola, amb l'empunyadura francesa feta servir rarament. L'empunyadura francesa és més fàcil d'aprendre, però l'empunyadura de pistola ofereix una gamma més àmplia de maneig. A partir del març de 2019, l'empunyadura italiana continua sent legal per utilitzar-la a la competició moderna.

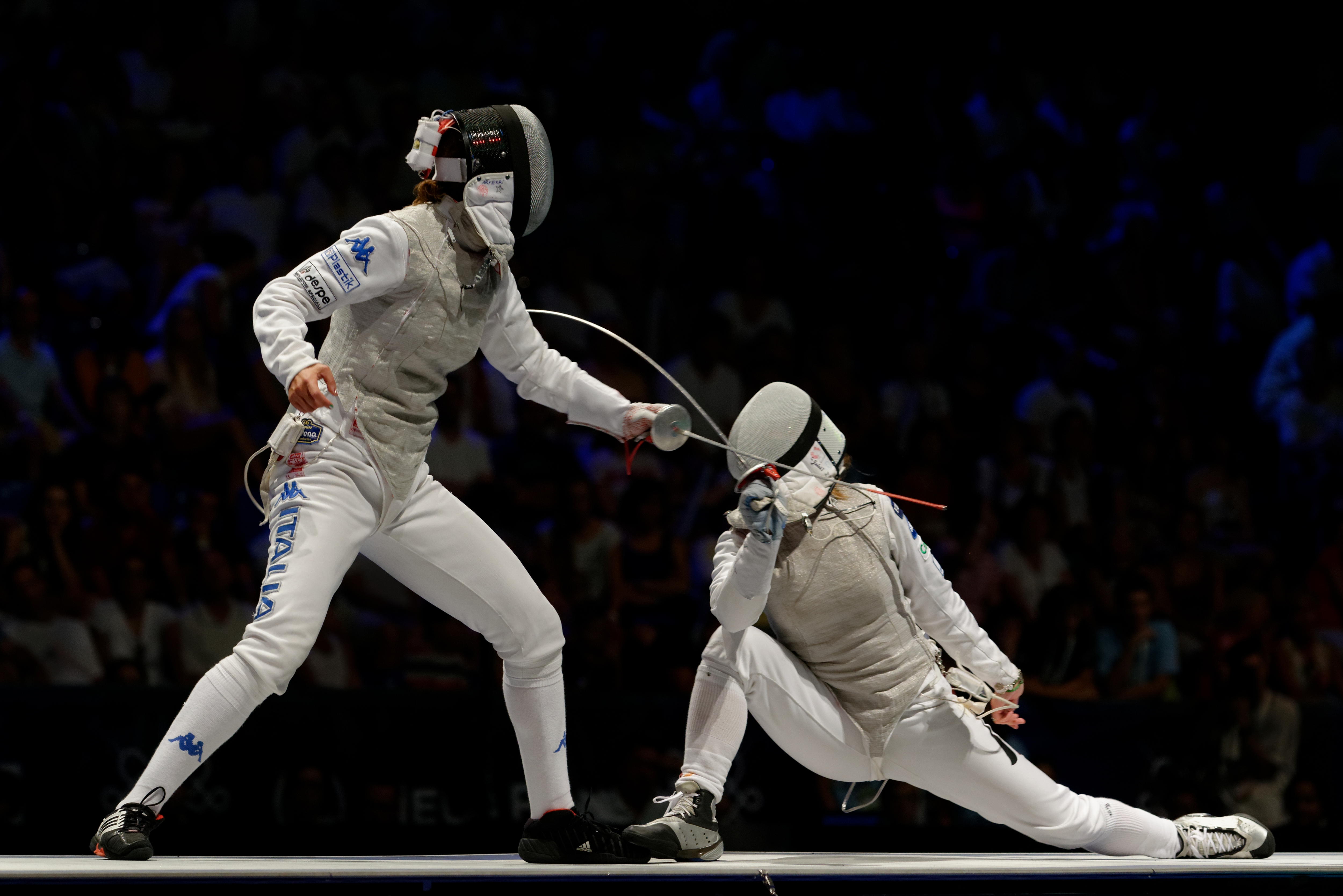
Arianna Errigo (L) competeix contra Carolin Golubytskyi (R) a la final de l'esdeveniment de floret femení, Campionats del Món d'Esgrima 2013

El floret és una de les tres armes utilitzades en l'esport de l'esgrima. És una espasa flexible de 110 cm de longitud total o menys, de secció transversal rectangular, amb un pes inferior a 500 g, amb una punta roma. Igual que amb l'espasa, només s'apunten punts fent contacte amb la punta. El floret és l'arma més emprada en esgrima.

## Descripció

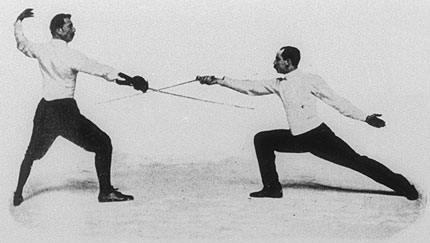
Italo Santelli (esquerra) i Jean-Baptiste Mimiague exhibint tècniques d'esgrima amb floret als Jocs Olímpics de 1900

### Context
Hi ha dos tipus de làmines usats en l'esgrima moderna. Tots dos tipus estan fets amb les mateixes parts bàsiques: el pom, l'empunyadura, la protecció i la fulla. La diferència entre ells és que un és elèctric i l'altre es coneix com a "sec". Les fulles d'ambdues varietats estan tapades amb una peça de plàstic o de goma, amb un botó a la punta en fulles elèctriques, que proporciona informació quan la punta de la fulla toca l'oponent. També hi ha una gamma d'espases de plàstic fabricades per diferents fabricants per a l'ús dels joves. Sense el botó i el mecanisme elèctric associat, cal que un jutge determini la puntuació i el vencedor en un torneig amb florets no elèctrics.
La Fédération Internationale d'Escrime i la majoria de les organitzacions nacionals requereixen aparells elèctrics de puntuació des dels Jocs Olímpics de 1956, tot i que algunes organitzacions encara fan tanques competitives amb espases no elèctriques.

### Fulla
Les làmines tenen fulles estandarditzades, afilades i rectangulars de llargada i secció transversal que estan fetes d'acer de baix carboni temperat i recuit —o acer maraging com cal per a competicions internacionals. Per evitar que la fulla es trenqui o causi dany a un oponent, es fa que es doblegui en l'impacte amb el seu objectiu. La longitud màxima de la fulla ha de ser de 90 cm. La longitud màxima de l'arma muntada és de 110 cm, i el pes màxim ha de ser inferior a 500 gr; tanmateix, la majoria de florets de competició són més lleugers, més propers als 350 g.
La fulla d'una làmina té dues seccions: el fort, que és la tercera part de la fulla prop de la guàrdia, i la feble que són els dos terços de la fulla prop de la punta. Hi ha una part de la fulla continguda a l'empunyadura anomenada tang. S'estén més enllà de l'adherència prou per subjectar-se al pom i per subjectar la resta de la làmina. Quan s'utilitza una empunyadura italiana, vegeu més avall, un bocal s'estén des de sota la protecció, dins dels quillons de l'empunyadura, fins al tang.

### Guàrdia
El protector està subjecte a la fulla, l'endoll i l'adherència. A continuació, el pom, un tipus de fixació, s'uneix a l'empunyadura i manté la resta unida. El tipus de pom utilitzat depèn del tipus d'adherència. En el foil s'utilitzen dues pinces: pinces tradicionals rectes amb poms externs (varietats italianes, franceses, espanyoles i ortopèdiques); i el nou disseny d'empunyaduras de pistoleta, que fixen la mà en una posició específica i ergonòmica, i que tenen poms que s'ajusten a l'empunyadura.

### Circuits elèctrics
A partir dels Jocs Olímpics de 1956, la puntuació en floret s'ha aconseguit mitjançant el registre del tacte amb un circuit elèctric. Un interruptor a la punta de la làmina registra el tacte, i una armilla metàl·lica de làmina, o lamé, verifica que el toc és a un objectiu vàlid.
El cordó de qualsevol classe d'arma elèctrica d'esgrima passa per l'equip d'esgrima i surt per darrere del tirador. El cordó d'una làmina té un extrem que es connecta a la part posterior de la tira d'esgrima i l'altre extrem s'uneix a la làmina. Els dos extrems no són intercanviables entre si.
La làmina elèctrica conté un endoll a sota del protector que es connecta a l'aparell de puntuació mitjançant el cable del cos i un cable que baixa per un canal tallat a la part superior de la fulla. Els endolls elèctrics de làmines es fixen de manera que el cable del cos s'enganxi a l'arma al canell del tirador. Hi ha dos endolls principals que s'utilitzen: la “baioneta” que té una sola punta i s'enganxa a la làmina, i les dues puntes, que tenen diferents diàmetres per a cada punta, subjectes per un clip.
La punta de la làmina elèctrica acaba en un conjunt de botons que generalment consta d'un canó, un pistó, una molla i cargols de retenció.

## Història

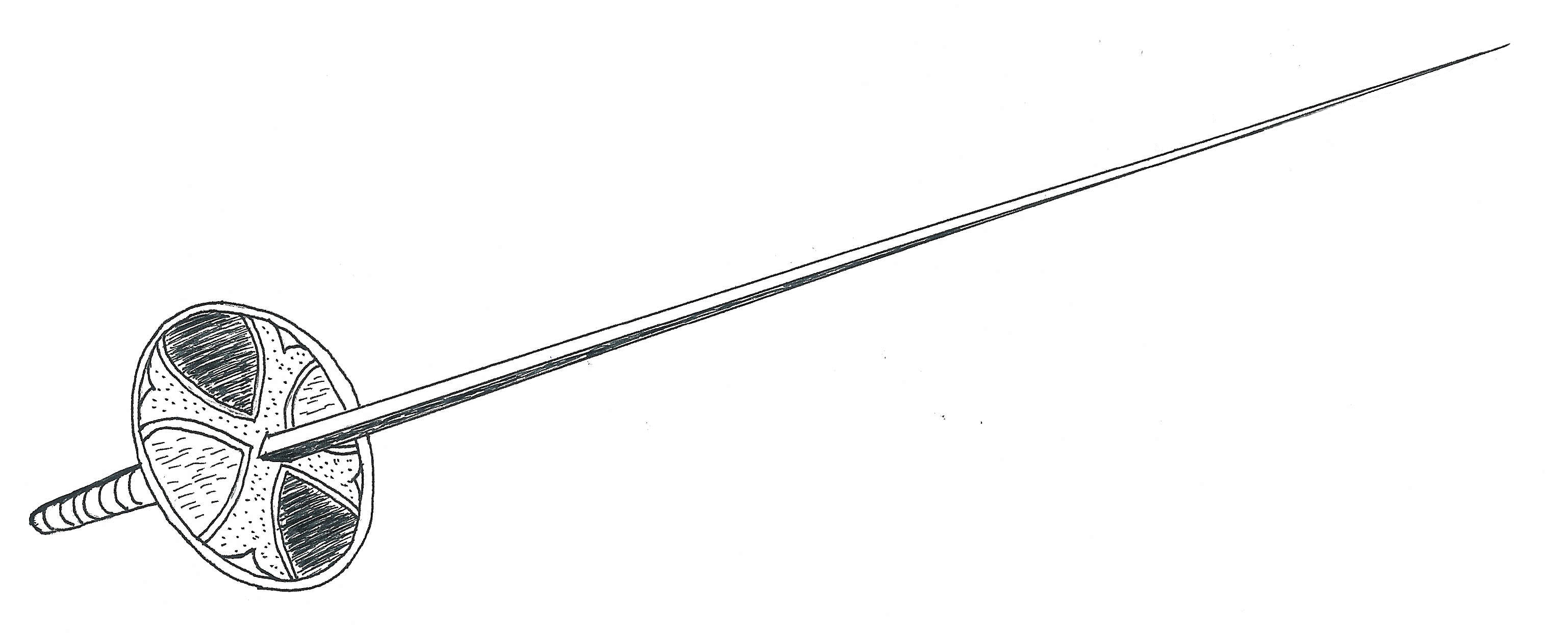
Espasa petita "Pariser", de la qual es va derivar el floret francès

El floret modern és l'arma d'entrenament per a l'espasí, l'arma comuna del cavaller del segle XVIII. També se sap que s'utilitzaven làmines de pinça i fins i tot d'espasa llarga, però el seu pes i ús eren molt diferents.
Encara que el floret com a arma embotada per a la pràctica de l'espasa es remunta al segle XVI (per exemple, a Hamlet, Shakespeare escriu "que es portin les florets"), l'ús com a arma per a l'esport és més recent. El floret es va utilitzar a França com a arma d'entrenament a mitjan segle XVIII per tal de practicar esgrima ràpida i elegant. Els esgrimistes embotaven la punta embolicant una làmina al voltant de la fulla o subjectant un pom a la punta ("flor", fleuret francès). A més d'entrenar, alguns tiradors van treure la protecció i van fer servir el floret afilat per als duels. Els estudiants alemanys van començar aquesta pràctica a l'esgrima acadèmica i van desenvolupar l'espasa petita Pariser ("parisiana") per al Stoßmensur ("mensur d'empenta").
Es diu que l'àrea objectiu del floret modern prové d'una època en què l'esgrima es practicava amb un equip de seguretat limitat. Un altre factor a l'àrea objectiu és que les regles es deriven d'un període en què el duel fins a la mort era la norma. Per tant, l'àrea objectiu preferida és el tors, on es troben els òrgans vitals.
El 1896, el floret (i el sabre) es van incloure com a esdeveniments als primers Jocs Olímpics d'Atenes.

### Floret femení
El floret femení es va competir per primera vegada als Jocs Olímpics de 1924 a París, i va ser l'únic esdeveniment d'esgrima olímpica en què les dones van competir fins que es va introduir l'espasa femenina als Jocs Olímpics de 1996. Actualment, l'esgrima femenina és tan popular com la masculina i consta de totes les armes (floret, espasa i sabre).

### Valoracions
Les classificacions són generalment gestionades per federacions nacionals d'esgrima i utilitzen escales diferents en funció d'aquest sistema de federacions en particular. Aquestes puntuacions s'utilitzen com a base per a la classificació inicial a les rondes de grup dels tornejos i varien de país a país.

### Grups
Els grups d'edat són necessaris per separar els nivells d'habilitat i de maduresa corporal per tal de crear condicions de joc equitatives. Els grups d'edat actuals per a floret (i també espada i sabre) són Y10 (a partir de 10 anys), Y12 (a partir de 12 anys), Y14 (a partir de 14 anys), cadet (a partir de 16 anys), júnior (a 19 anys). i menors), i sènior (qualsevol persona major de 19 anys). Si bé un competidor més gran no pot competir en una categoria més jove, es permet i es fomenta el contrari, per tal d'agilitzar l'aprenentatge.
El grup d'edat de veterans està format per subgrups de 40 anys i més, de 60 anys i més i de 70 anys i més.

## Regles

Objectius vàlids (el tors) en l'especialitat del floret.

Les regles de l'esport d'esgrima estan regulades per les associacions esportives nacionals: als Estats Units, l'Associació d'Esgrima dels Estats Units (USFA) i internacionalment per la Federació Internacional d'Esgrima, o Fédération Internationale d'Escrime (FIE). Les regles detallades per al foil es mostren al Llibre de normes de l'USFA.
Les normes de l'esgrima es remunten al segle xix. Les regles internacionals actuals per al floret van ser adoptades pel Comitè FIE per al floret el 12 de juny de 1914. Es basen en conjunts anteriors de normes adoptades per associacions nacionals. Les normes que regeixen l'ús d'aparells elèctrics de jutjar es van adoptar el 1957 i s'han modificat diverses vegades.

### Puntuació
El floret està dissenyat per puntuar tocant el botó al final de la fulla amb el cos del contrincant, tancant així un circuit elèctric, que fa que s'il·lumini una caixa amb el color apropiat, verd o vermell, en funció del competidor que anota el punt. La zona de tocat en floret està limitada al tors del cos. Aquesta norma és una herència dels temps en els quals els equipaments de seguretat estaven limitats a aquesta zona, els tocats en el cap eren perillosos pel que es van eliminar; posteriorment la zona de tocat es va reduir exclusivament al tronc. Per tant, els tocats fora de la zona vàlida es registren com blancs en l'aparell, detenint-se el combat però sense que puntuï.
En floret, com en sabre, està prohibit ocultar el blanc vàlid amb un blanc no vàlid (per exemple, amb la mà no armada, blanc no vàlid, protegir el tronc, blanc vàlid).
Els assalts en floret, com en sabre, han de respectar unes convencions. No existeix el tocat doble, com si ocorre en espasa, pel que en cas que s'encenguin dues llums, el tocat és per al tirador que tenia la prioritat. Aquesta prioritat es pot resumir que qui ataca té la prioritat fins que li sigui llevada mitjançant una parada.

## Floretistes cèlebres
- Salvatore Sanzo
- Christian d'Oriola
- Philippe Omnès
- Alexandre Romankov
- Brice Guyart